# Tarmonbarry
Tarmonbarry är en ort i republiken Irland. Den ligger i den centrala delen av landet, 120 km väster om huvudstaden Dublin. Tarmonbarry ligger 39 meter över havet och antalet invånare är 366.
Terrängen runt Tarmonbarry är platt. Runt Tarmonbarry är det glesbefolkat, med 15 invånare per kvadratkilometer. Närmaste större samhälle är Longford, 8,2 km öster om Tarmonbarry. Trakten runt Tarmonbarry består i huvudsak av gräsmarker.